# 臻鼎時代大廈
臻鼎時代大廈位於台灣桃園市中壢區高速鐵路桃園車站特定區，為臻鼎科技集團興建中的辦公大樓，於2025年2月27日動工，預定於2028年12月25日啟用。除作為臻鼎科技集團的總部外，大樓的主樓低樓層及附設的裙樓商場則由誠品生活青埔店進駐。

## 基地
臻鼎時代大廈的基地佔地7884.02平方公尺，位於桃園市中壢區高速鐵路桃園車站特定區內，比鄰台灣高速鐵路高鐵桃園站及桃園捷運機場線高鐵桃園站。土地由農業部農田水利署所有，2023年由該署透過設定地上權方式，以新台幣8.69億的權利金提供臻鼎科技集團使用，為期70年。

## 建築設計
臻鼎時代大廈由Gensler設計，樓高77.5公尺，為一座地上13層、地下3層的建築，建築設有主樓及裙樓，總樓地板面積為53,393.06平方公尺，建築設計融合科技、人文、創新與實用元素。建築由臻鼎科技集團委託利晉工程興建，總造價約新台幣80億元，於2025年2月27日動工。

## 誠品生活青埔店
臻鼎時代大廈的主樓1至4層及裙樓與誠品書店合作，設置誠品生活青埔店，總樓地板面積約17,006.17平方公尺。